# گمینا روتکا-تارتاک
گمینا روتکا-تارتاک (به لهستانی:  Gmina Rutka-Tartak) یک گمینا در لهستان است که در شهرستان سوواوکی واقع شده‌است. گمینا روتکا-تارتاک ۹۲٫۳۲ کیلومتر مربع مساحت و ۲٬۲۸۷ نفر جمعیت دارد.